# Bibliothek Schloss Plathe

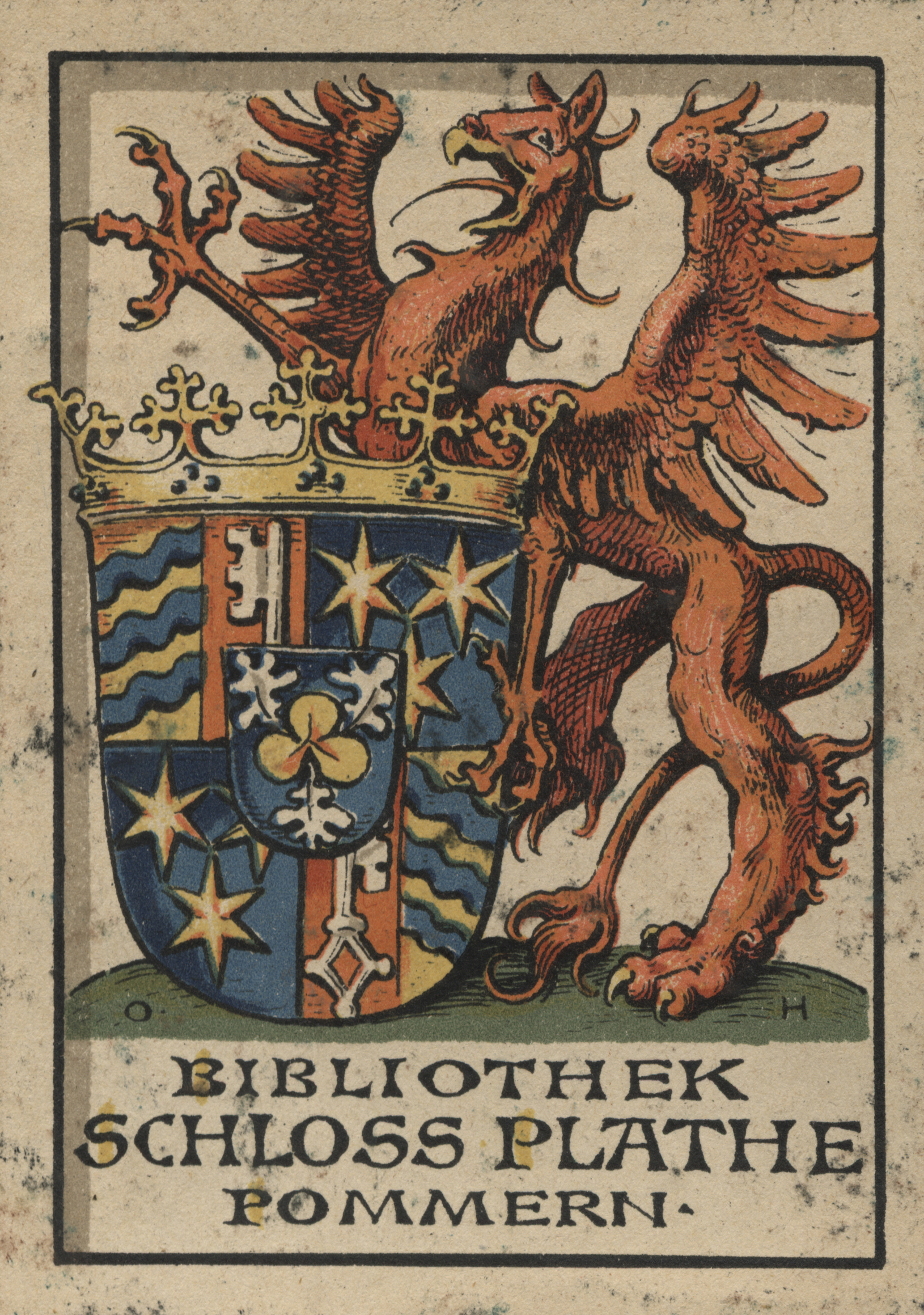
Ex Libris Bibliothek Schloss Plathe mit Wappen der Familie von Bismarck-Osten

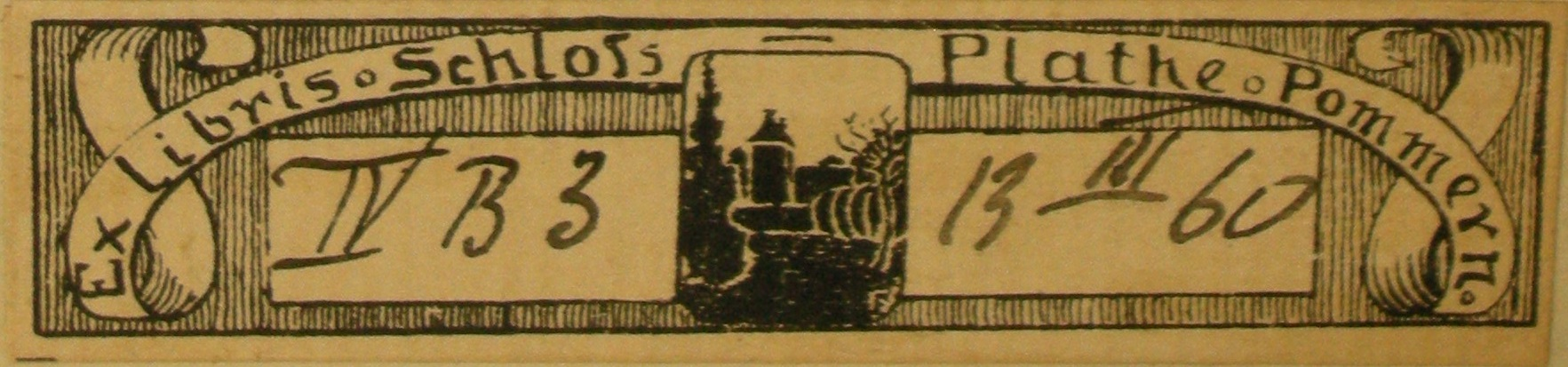
Ex Libris Bibliothek Schloss Plathe mit Standortsignatur

Karl Graf von Bismarck-Osten in der Bibliothek Schloss Plathe

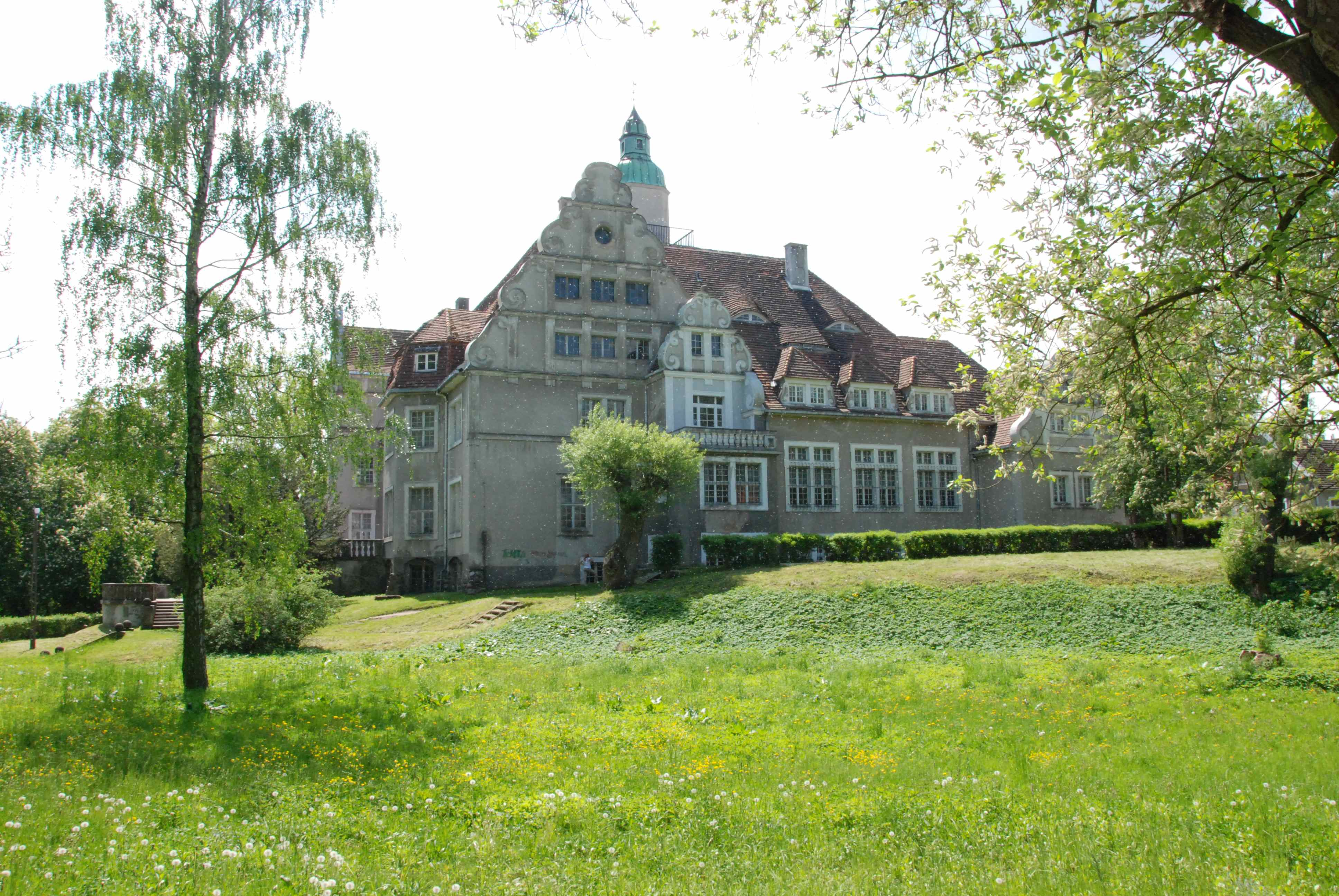
Bibliotheksflügel von Schloss Plathe

Die Bibliothek Schloss Plathe war eine Adelsbibliothek in Plathe in Hinterpommern. Ihr Hauptschwerpunkt war die pommersche Geschichte und Literatur. Sie wurde Mitte des 18. Jahrhunderts durch Friedrich Wilhelm von der Osten (1721–1786) begründet und durch seine Nachkommen erweitert. Die Bibliothek blieb bis 1945 ungeteilt am selben Ort bestehen. Heute befinden sich große Teile in verschiedenen europäischen Bibliotheken und Archiven.

## Geschichte
Die Bibliothek Schloss Plathe gilt als eine der bedeutendsten pommerschen Adelsbibliotheken ihrer Zeit. Sie wurde in der Mitte des 18. Jahrhunderts in Plathe (Pommern) als Sammlung von Dokumenten und Zeugnissen der pommerschen Geschichte gegründet. Entsprechend dem Wunsch ihres Begründers Friedrich Wilhelm von der Osten blieb sie bis 1945 im privaten Besitz seiner Nachkommen am Stammsitz der Familie, Schloss Plathe. Ihr letzter Besitzer war Karl Graf von Bismarck-Osten (* 21. März 1874 in Kniephof; † 19. Juni 1952 in Bad Nauheim), der die Sammlung auf ihrem Spezialgebiet der pommerschen Geschichte erheblich erweiterte und durch Unterbringung in brandsicheren Räumlichkeiten sowie Anfertigung eines systematischen Zettelkatalogs professionell ausgestaltete. Die Sammlung umfasste rund 16.000 Werke.
Die Umwälzungen des Zweiten Weltkrieges bedeuteten das Ende des zusammenhängenden Bestandes der Bibliothek Schloss Plathe. Anfang März 1945, angesichts der herannahenden Ostfront, stellte die Stettiner Provinzverwaltung Karl Graf von Bismarck-Osten zur Sicherung von historisch bedeutsamen Archivgut einen nach Westen fahrenden Güterwagen der Reichsbahn zur Verfügung. Angesichts der in wenigen Stunden erwarteten russischen Panzerspitze entschied man sich jedoch, der Rettung von Menschenleben den Vorrang zu geben. So fand letztlich nur ein Teil der Kisten mit der Sammlung Platz in dem Waggon, vorwiegend Teile der handschriftlichen Abteilung und die Pergamenturkunden. Der größte Teil der Bibliothek blieb in Schloss Plathe zurück und gelangte später in die Universitätsbibliothek Łódź und die Polnische Nationalbibliothek in Warschau. Nicht wenige Werke scheinen auch in den Nachkriegswirren verschwunden zu sein.
Der Teil der handschriftlichen Abteilung der Bibliothek, der 1945 Plathe per Waggon verließ (Urkunden und sonstige Dokumente der pommerschen Geschichte aus dem 16. und 17. Jahrhundert), gelangte teils nach Kriegsende, teils nach der Deutschen Wiedervereinigung zurück in den Besitz der Familie von Bismarck-Osten. Heute befindet er sich als Depositum im Landesarchiv Greifswald und im Pommerschen Landesmuseum in Greifswald.
Ebenfalls im Besitz der Familie von Bismarck-Osten befindet sich der um das Jahr 1900 entstandene Zettelkatalog der Bibliothek. Er besteht aus 16 Schubladen und dokumentiert anschaulich die gesamte Sammlung der Bibliothek Schloss Plathe. Allein der Verbleib des Inhaltes der Schublade Pommersche Städte und Landschaften G-Z ist ungeklärt. Die verbliebenen Karten liegen sämtlich in digitaler Form vor, um eine breitere wissenschaftliche Nutzbarmachung zu ermöglichen.

## Inhaltsübersicht der Sammlung
Anhand der Gliederung des Zettelkataloges der Bibliothek lässt sich das Panorama ihrer Sammlung erahnen. Die Gliederung lautet wie folgt:
1. Handschriften
2. Pergamenturkunden
3. Bücher
  1. Allgemeines (Lexika)
  2. Philosophie
  3. Theologie
  4. Recht & Verfassung
  5. Medizin
  6. Naturwissenschaft, Mathematik
  7. Geschichte
  8. Münzkunde
  9. Genealogie, Heraldik
  10. Memoiren, Briefe, Ordensgeschichte, Universitäten
  11. Geographie, Topographie, Reisen, Volkskunde
  12. Staatswirtschaft, Ökonomie, Landwirtschaft, Volks- und Hauswirtschaft, Handel, Jagd, Sozialwissenschaften, Statistik
  13. Militaria, Reitkunst, Hofwesen, Kavallierwissenschaft, Sport
  14. Erziehung, Unterricht, Spiele
  15. Belletristik
  16. Sprachkunde, Klassiker
  17. Künste, Handwerk, Technik, Kunstgeschichte
  18. Varia, Curiosa, Hexerei, Zauberei
  19. Tabellen, Pläne, Ansichten, Karten
  20. Kunstblätter, Stiche
  21. Bunsenania (Geschichtsdokumente der Familie v. Bunsen)
4. Pomerania
  1. Pommersche Geographie
  2. Pommersche Geschichte
  3. Pommersches Recht & Verfassung
  4. Pommersche Landwirtschaft
  5. Pommersche Belletristik
  6. Pommersche Landkarten
  7. Pommersche Städte und Landschaften
  8. Pommersche Bildnisse

## Sammlungsschwerpunkte
Die Sammlung bestand aus ca. 16.000 Werken und zeichnete sich zunächst dadurch aus, dass sie den europäischen Bildungskanon eines geistig interessierten Vertreters der gehobenen Stände aus dem Zeitalter der Aufklärung enthielt. Mithin die Werke der antiken Schriftsteller, der Renaissance, des Humanismus, vor allem aber der französischen Aufklärung. Aus deren Anfangszeiten z. B. Dictionnaire historique et critique aus dem Jahre 1697 von Pierre Bayle und aus der Hauptepoche die wichtigen Werke von Voltaire, Diderot, d´Alembert, Rousseau etc. Ebenso fanden sich die Werke Friedrichs des Großen in Erstausgaben. Der besonders umfangreiche Bestand an Büchern der Aufklärung war auch darauf zurückzuführen, dass der Begründer der Bibliothek, Friedrich Wilhelm von der Osten, in jungen Jahren am Hofe Friedrichs des Großen und in dem dortigen geistigen Milieu als Wirklicher Geheimer Kammerherr tätig gewesen war. Aus Friedrichs Bibliothek in Sanssouci hatte er sich auch das verbotene Werk De imposituris religionum (Von den Betrügereien der Religionen) kopieren lassen. Dazu gab es bedeutende Werke zur europäischen Geschichte und Naturwissenschaft, z. B. die Schedelsche Weltchronik in deutscher Sprache und das bekannte Theatrum Europaeum in sechs großen Bänden mit den Kupferstichen von Matthäus Merian aus dem 17. Jahrhundert.
Ein weiterer Schwerpunkt der Bibliothek lag in der Geschichte und Theologie der Reformation. An erster Stelle sind hier die bei Hans Lufft in Wittenberg gedruckten Erstausgaben der Bibelübersetzung von Martin Luther von 1534 mit den Holzschnitten von Cranach, Dürer, Altdorfer, Holbein, u. a. zu nennen, samt Luthers weiteren Reformationsschriften, meist ebenfalls Erstausgaben. Außerdem waren die Bibelübersetzungen aus dieser Zeit ins Französische, Italienische (des Genfers Jean Diodati), Englische und selbst ins Pommersche Platt vorhanden. Natürlich war der Freund und enge Mitstreiter Luthers, der Pommernreformator Johannes Bugenhagen mit über hundert Originaldrucken vertreten.
Dies leitet über zu dem bei Weitem bedeutendsten Schwerpunkt der Bibliothek, nämlich der umfangreichen Sammlung zur pommerschen Geschichte und Literatur. Hier sind zunächst die Handschriften zu nennen, die in ca. 300 Sammelbänden im Folioformat zusammengefasst waren, darin die Epitome Chronicorum Pomeraniae von Bugenhagen sowie die Pomerania des Thomas Kantzow (beides in Abschrift) sowie zahlreiche pommersche Chroniken. Vor allem die Epoche der pommerschen Herzöge und der ihnen lehnsunterworfenen pommerschen Adelsfamilien wird hier in vielen Urkunden und Dokumenten dargestellt. Aus diesen Handschriften ist vieles im Landesarchiv Greifswald untergebracht.  Die Plather Sammlung enthielt auch ca. 200 Pommern betreffende Landkarten, darunter drei frühe Exemplare der Lubinsche Karte und ca. 240 Stiche mit Porträts pommerscher Persönlichkeiten.